# Strophanthus divaricatus
Strophanthus divaricatus là một loài thực vật có hoa trong họ La bố ma. Loài này được (Lour.) Hook. & Arn. miêu tả khoa học đầu tiên năm 1837.

## Hình ảnh

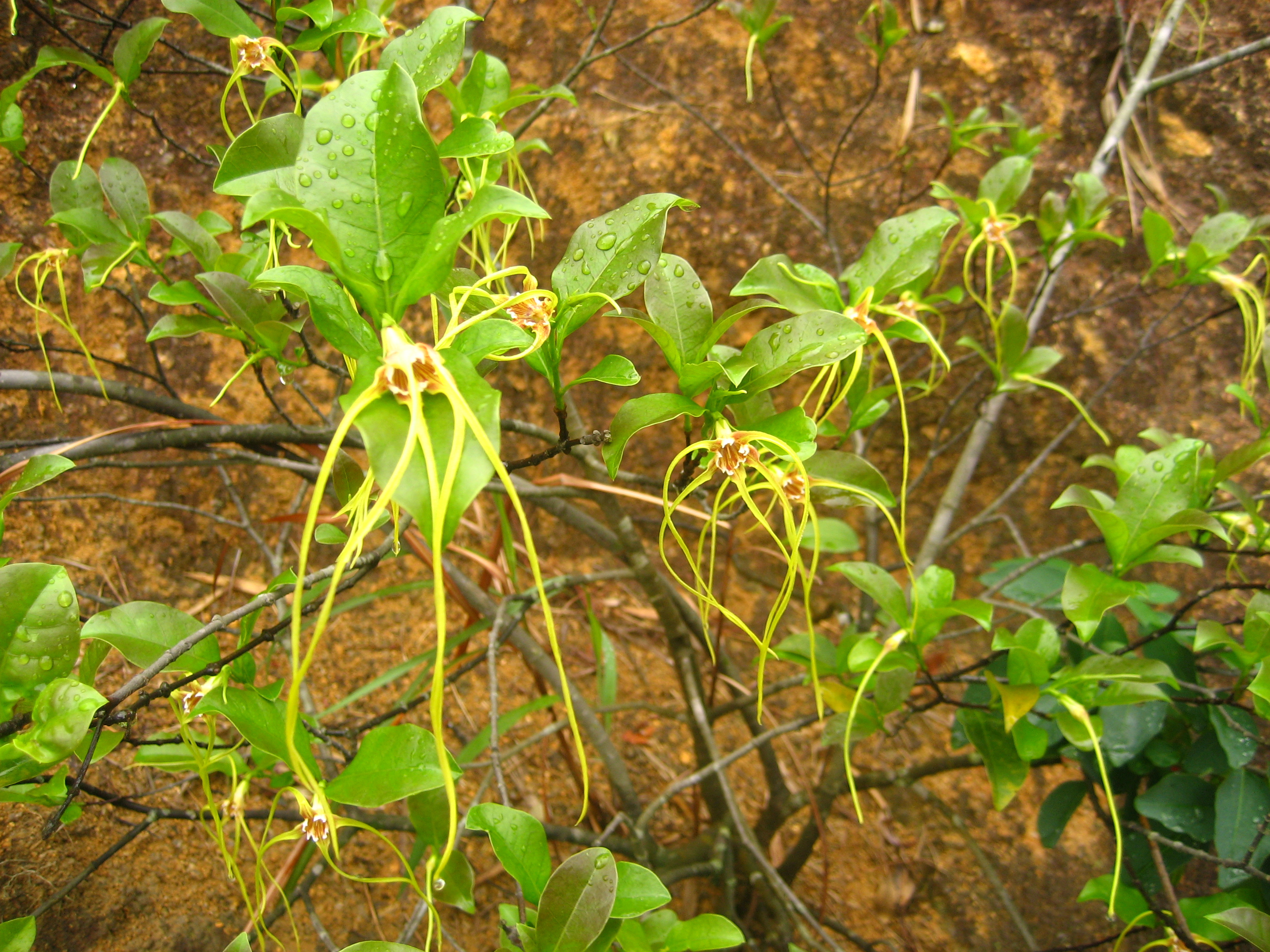
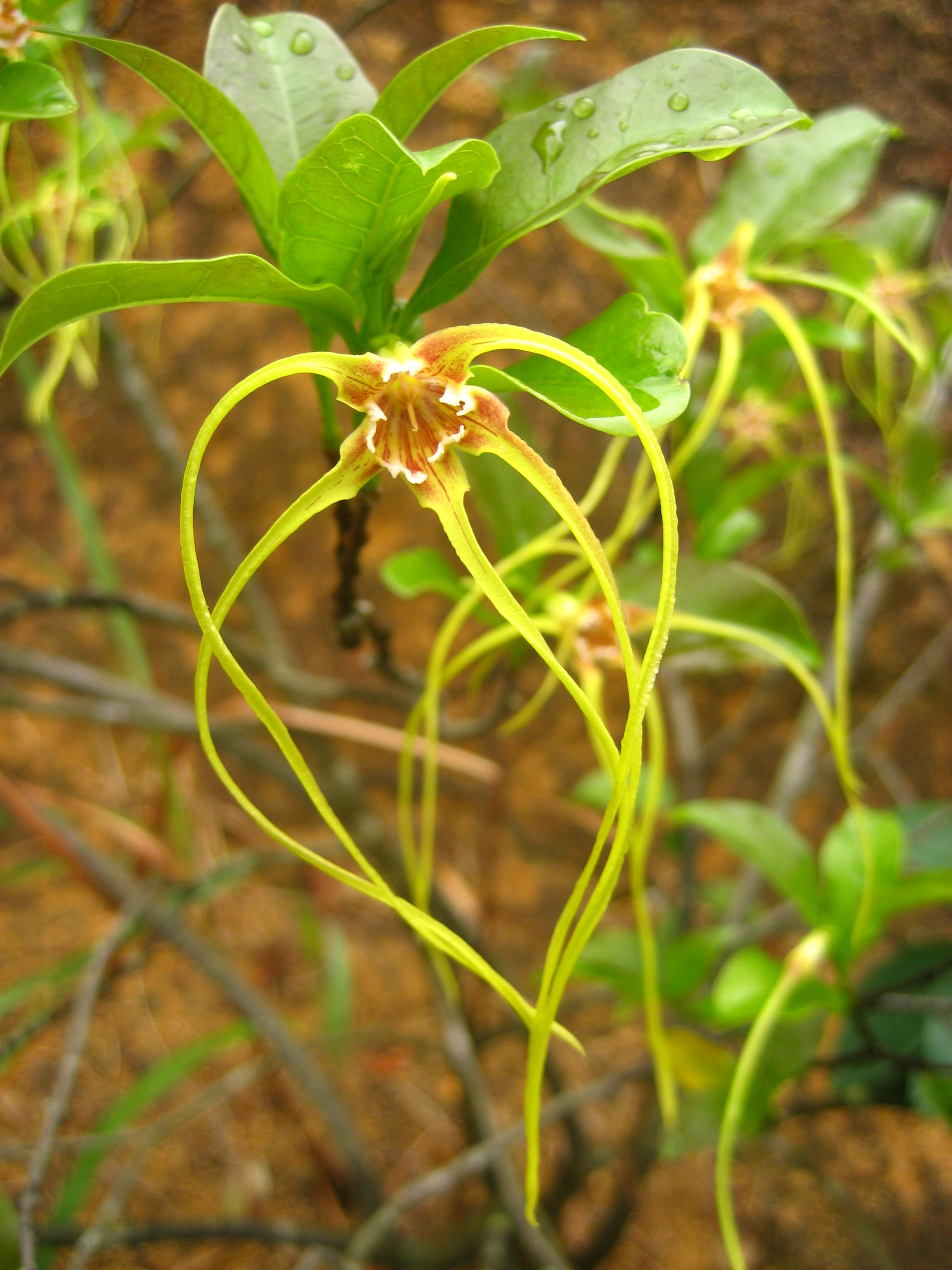
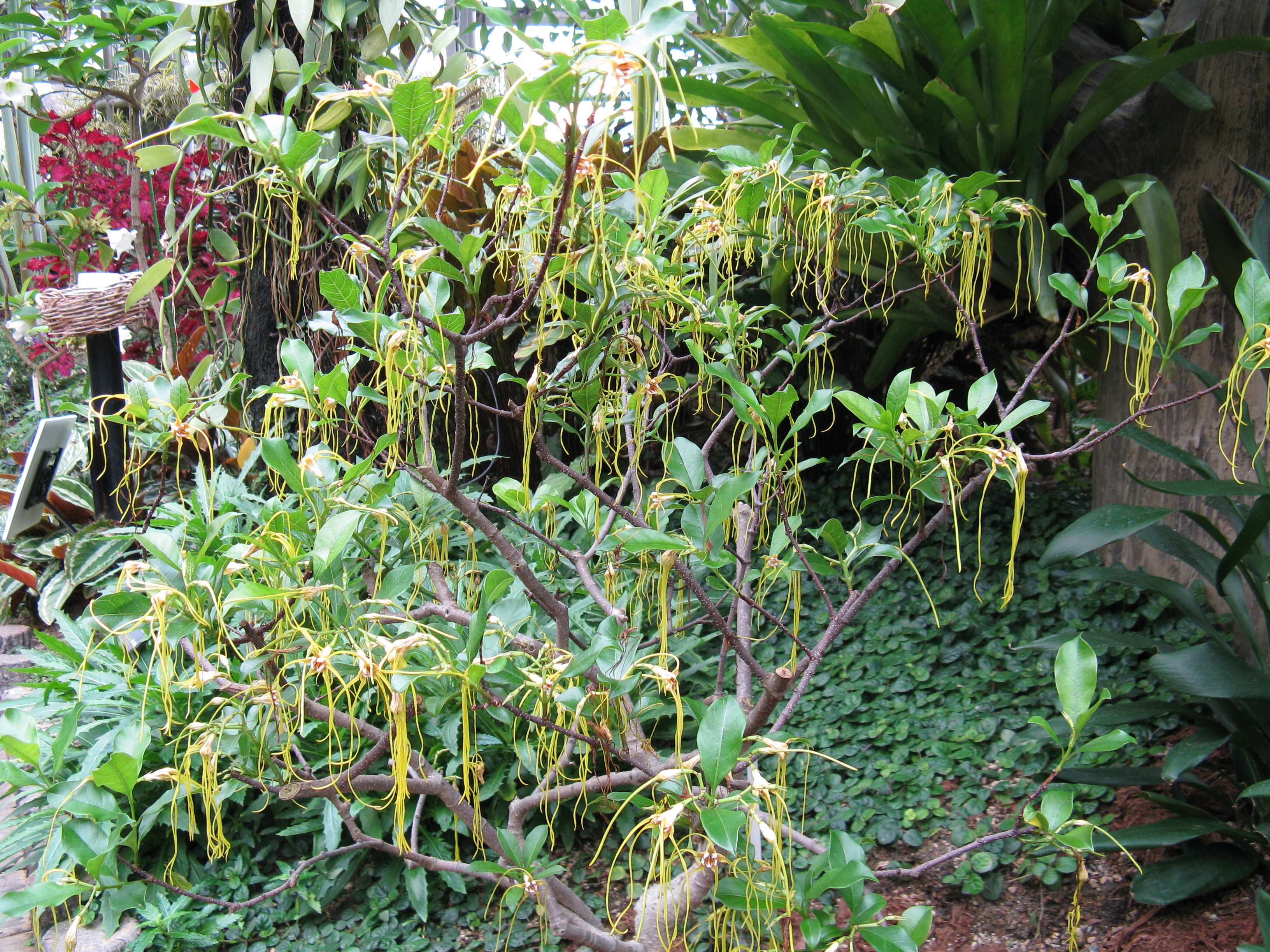